# Гиппиус, Никодим Васильевич
Никодим Васильевич Гиппиус (19 мая 1918, Киев, УСР, РСФСР — 1996, Санкт-Петербург, РФ) — советский актёр, драматург, очеркист и сценарист.

## Биография
В 1936 году поступил на актёрское отделение Ленинградского театрального института имени А. Н. Островского, который окончил в 1941 году. Радовался он недолго, ибо через несколько дней после окончания института началась ВОВ и его мобилизовали на фронт и он прошёл всю войну.
После демобилизации стал сниматься в кино: «Сыновья» (1946), «Звезда» (1949), «Академик Иван Павлов» (1949), «Белинский» (1951).
В 1950—1951 годы был заведующим литературной частью Ленинградского драматического театра.
C 1950 года писал сценарии для кинематографа (в основном документальные и научно-популярные фильмы), а также рассказы, очерки, пьесы. В 1970 году вышла отдельным изданием «Крутые ступени : Повесть о юности Ильи Репина».
В в его личной коллекции находилась православная икона «Чудо Георгия о змие», уникальный памятник новгородского искусства второй четверти XVI века.
Скончался в 1996 году в Санкт-Петербурге. Похоронен на Большеохтинском кладбище

## Фильмография

### Актёр
- 1946 — Сыновья — Валдемар, брат Яниса
- 1949 — Звезда — унтерштурмфюрер Альтепберг
- 1949 — Академик Иван Павлов
- 1951 — Белинский
- 1976 — Всегда со мною… — встречающий Ильина

### Сценарист
- 1957 — Матрос сошёл на берег
- 1961 — Старожил
- 1964 — А потом на Марс (документальный)
- 1965 — Баллада о Марсовом поле (документальный)
- 1965 — Большая Кондопога (документальный)
- 1968 — Всего три урока (документальный)
- 1970 — Удивительный заклад
- 1973 — Такой далёкий Север (документальный)